# Xã Choconut, Quận Susquehanna, Pennsylvania
Xã Choconut (tiếng Anh: Choconut Township) là một xã thuộc quận Susquehanna, tiểu bang Pennsylvania, Hoa Kỳ. Năm 2010, dân số của xã này là 713 người.